# 高冠黄堇
高冠黄堇（学名：Corydalis laelia），为罂粟科紫堇属下的一个植物种。